# 機械狂人
機械狂人（日语：キケン），是由日本小說家有川浩所寫的小說，徒花スクモ負責插畫，新潮社出版。此小說曾獲得日本2011年4月的第八回「書店大獎（本屋大賞）」。

## 內容概要
故事敘述在某一縣市裡的一所理工科大學「成南電機工科大學」中，有一名為『機械管理研究社』的社團，簡稱『機研（キケン）』的故事。在『機研』的黃金時期，有一群幾乎無人不知無人不曉的在校生們，在社長和副社長的帶領下所引發的種種可怕事件。由於該社成員引發的諸多麻煩事件，根本稱不上是人類應有的行為，導致周遭人們對他們又畏又懼，於是暗地裡為這個社團取了這樣一個名字：『機研=危險』
人稱現代兵器之子──大學炸彈客．上野  with   近身戰戰鬥惡鬼──大魔神．大神，這正是描寫了那段傳說黃金時代的熱血物語！

## 主要登場人物
上野直也（うえの なおや）
機研社的社長，大學二年級生，有『大學炸彈客』的稱號，都騎川崎廠牌的登山越野機車上下學。
家裡非常的有錢，住的是豪宅，但是因為喜歡玩火藥的實驗，家中許多傢俱都被上野給破壞，所以上野的家人為了隔離上野，在院子外搭建了組合屋給上野，除了上廁所吃飯睡覺之外，禁止上野踏入主屋一步。但是結婚後就幾乎停止玩火藥。
大神宏明（おおがみ ひろあき）
機研社的副社長，大學二年級，有『大魔神』的稱號，上野的搭擋。
本身非常有魄力，所以一年級的學弟剛開始都非常怕大神，社辦理的雜物幾乎都能夠一首處理，當上野發牢騷時，都會在一旁附和。大神還有另外一個暱稱是『姓氏少一個字』的男人（因為姓大神，暱稱為大魔神，所以在大和神之間差了一個魔字，因此才又稱為姓氏少一個字）。有四個就讀國小的弟妹，空手道的黑帶，父親是他的弱點。
元山高彦（もとやま たかひこ）
機研社社員，大學一年級，有『餐廳第二代』的稱號。
入學後，被上野有點半強迫的方式拉入社團，有豐富的身為一般人的知識，但是在社團中似乎成了弱點，因為家中是開咖啡廳，所以上野就給了元山一個『餐廳第二代』的稱號。在城南學園祭上也任命元山為機研社模擬擺店的店長，在學園祭中表現相當活躍。
「機械狂人」就是元山和他的老婆在閒聊以前元山大學生活的故事。
池谷悟（いけたに さとる）
機研社社員，大學一年級。
入學後，與元山一起被上野有點半強迫的方式拉入社團，個性不怕陌生，所以很容易就和第一次見面的人混熟，很善於取得各式各樣的情報，元山也經常請教池谷有關選修課程的問題。在日本機器人相撲中操縱機器人的技術非凡，引此在比賽中也大大活躍。
臼井（うすい）
機研社社員，大學一年級。
擅長機械等硬體設計，日本機器人相撲中，機研社的機器人就是臼井製作的。
入枝（いりえだ）
機研社社員，大學一年級，有『軟體之星』的稱號。
編輯程式的能力很強，日本機器人相撲中，機研社的機器人的程式製作就是由入枝負責。因為編輯軟體程式的功力很強，所以上野就給了元山一個『軟體之星』的稱號。
曾我部（そがべ）
成南大學的教授，上野的死對頭。

## 用語
機械管理研究社
簡稱『機研』，號稱全城南大學所有社辦中最豪華的，冰箱、咖啡機、冷氣、AV設備、打瞌睡的小閣樓應有盡有。
學園祭每年都以拉麵店為主，店名『拉麵機研』，用30萬元來作為預算，學園祭最後結束都能以預算的三倍回收，機研社的攤位及擺設完全是超越學園祭模擬店的水平，以路邊攤來說也算是非常豪華的規模，從拉麵、湯頭到配料都由機研社親自調配，而通常在學園祭中，有一到兩天的時間會出現『奇蹟之味』讓人潮瞬間暴增，但是在元山以『餐廳第二代』名譽下，得以讓『奇蹟之味』一直流傳給學弟。
PC研
是研究程式的資訊性質的社團。
是機研社的死對頭，據上野所述，是個打著研究程式，實際上卻是自行製作色情遊戲，在網路上大發橫財的惡質社團。在元山等一年級社員入學那年的學園祭時，祭出拉麵生意和機研社的拉麵生意對抗，可惜最後慘敗在機研社的手下。

## 備註
1. ↑  『機研』在原版小說中標記為，寫成羅馬拼音為『Kiken』；而『危險』在日文中寫成，寫成平假名為，轉換成羅馬拼音為『Kiken』。所以前後兩者有諧音關係。